# رابطة الشعب الفنلندي الديمقراطية
رابطة الشعب الفنلندي الديمقراطية (بالفنلندية: Suomen Kansan Demokraattinen Liitto, SKDL؛ بالسويدية: منظمة سياسية فنلندية بهدف توحيد أولئك الذين على يسار الحزب الاشتراكي الديمقراطي الفنلندي. تأسست في عام 1944 بإلغاء القوانين المناهضة للشيوعية في فنلندا، و تم حلها سنة 1990، عندما اندمجت في تحالف اليسار التي شكلت حديثاً. في وقتها، وكان الرابطة أحد الأحزاب اليسارية الأكبر في أوروبا الغربية، مع الطرف الأعضاء الرئيسية، والحزب الشيوعي من فنلندا، كونها واحدة من أكبر الأحزاب الشيوعية الغربية من الستار الحديدي. يتمتع الرابطة نجاحها أكبر الانتخابية في الانتخابات البرلمانية 1958، عندما حصل على دعم ما يقرب من 23 في المائة والتمثيل من 50 نائبا من مجموع 200، مما يجعله أكبر حزب في [إدوسكونتا].